# Eothenomys proditor
Eothenomys proditor е вид бозайник от семейство Хомякови (Cricetidae).

## Разпространение
Видът е разпространен в Китай (Съчуан и Юннан).